# 圆锥南芥
圆锥南芥（学名：Arabis paniculata）为十字花科南芥属下的一个种。

## 扩展阅读
- 維基物種上的相關：圆锥南芥